# Miaoli
Miaoli is een stad in Taiwan en is de hoofdstad van het arrondissement (xiàn) Miaoli.
Miaoli telt ongeveer 92.000 inwoners.